# 灯史
灯史（とうし、旧字体: 燈史）は、一般的に仏教界における歴史書、とりわけ禅宗史書を指す用語。仏教宗派それぞれが、自宗の正当性を主張する目的で創作・編集する性格が強く、信憑性が薄い記載が多いとされる。

## 概要
灯史は、師から弟子、そのまた弟子へと、まるで聖火リレーのように灯（仏法）を伝えるという、仏法の継承の流れを指し、その伝承の歴史が書かれた歴史書の事も指す。ゆえに、史記に代表される紀伝体の、本紀や列伝などの分類による叙述ではなく、師弟順によって編年的に編集されている。
唐代の禅においては、師資相承関係は明確に固定化されたものではなかった。雲水たちは、各地を遊方し、多数の祖師に就いて修禅することによって、その啓発を受けた。また、一度、印可を受けた後も歴参を続けることが一般的に行なわれていた。よって、師僧と弟子の間で、師弟関係に関する認識の差異が生じることもあった。
ところが、『祖堂集』のような灯史が編纂されるようになると、排他的に禅僧たちを繋ぎ合わせる必要が出てくる。そのため、嗣書や印可の存在が重要視されてくる。また、禅僧たちにも自身の法系を意識する立場が明確になってくることとなった。その所産が、五家七宗である。
宋代になると、禅の興隆につれて、「祖統」（伝法の系譜）が強烈に意識されることとなり、それを編んだ灯史が完成されることとなる。

## 代表的な灯史
- 『楞伽師資記』（708年頃成立）
- 『祖堂集』（952年成立）
- 『景徳伝灯録』（1004年成立）
- 『宗門聯灯会要』（1189年成立）
- 『五灯会元』（1253年成立）
- 『日本洞上聯灯録』（1742年成立）